# New Scientist
New Scientist – międzynarodowy anglojęzyczny tygodnik naukowy oraz strona internetowa omawiająca najnowsze osiągnięcia światowej nauki jak również zagadnienia związane z ochroną środowiska. Wydany pierwszy raz w 1956 roku, od 1996 roku prowadzona jest również strona WWW. Chociaż pierwotnie był to brytyjski magazyn, obecnie Amerykanie i Australijczycy posiadają również swoje edycje tego tygodnika.
Wydawcą jest Reed Business Information Ltd (Reed Elsevier).